# Plaza de San Marcos (Zagreb)
La plaza de San Marcos (en croata: Trg svetog Marka) es una plaza situada en el casco antiguo de Zagreb, la capital de Croacia, llamada Gradec o Gornji grad (que quiere decir "ciudad alta"). 
En el centro de la plaza se encuentra la Iglesia de San Marcos. La plaza también presenta importantes edificios gubernamentales: Banski dvori (la sede del Gobierno de Croacia), el Parlamento croata (Croata: Hrvatski sabor) y el Tribunal Constitucional de Croacia. En la esquina de la Plaza de San Marcos y de la calle de Cirilo y Metodio esta el antiguo ayuntamiento, donde el Consejo de la ciudad de Zagreb celebraba sus sesiones.
En 2006, la plaza fue sometida a cambios a través de un proyecto de renovación. Desde agosto de 2005, el Gobierno prohibió cualquier forma de protesta en la plaza de San Marcos, lo que causó muchas controversias en la "sociedad civil" de Croacia. Esta prohibición fue levantada parcialmente en 2012.